# La Palma, Guanajuato kommun
La Palma är en ort i Mexiko.   Den ligger i kommunen Guanajuato och delstaten Guanajuato, i den centrala delen av landet, 300 km nordväst om huvudstaden Mexico City. La Palma ligger 1 962 meter över havet och antalet invånare är 311.
Terrängen runt La Palma är huvudsakligen kuperad. La Palma ligger nere i en dal. Runt La Palma är det ganska tätbefolkat, med 160 invånare per kvadratkilometer. Närmaste större samhälle är Guanajuato, 13,1 km sydost om La Palma. Trakten runt La Palma består i huvudsak av gräsmarker.